# Джалалабадски държавен университет
Джалалабадският държавен университет „Бекмамат Осмонов“ (на киргизки: Бекмамат Осмонов атындагы Жалал-Абад мамлекеттик университети мекемеси, съкратено Б. Осмонов ат. ЖАМУ) е киргизстанско държавно висше учебно заведение в Джалал Абад, което предоставя висше образование в следните области: медицина, електроника, енергетика, строителство и агропромишлени науки. Той е основан на 2 април 1993 г. на базата на вече функциониращи образователни институции.

## История
Педагогическият факултет е основан през 1926 г., а през 1947 г. в Джалал Абад е създаден зоотехникумът по ветеринарна медицина. Филиали на Политехническия институт „Фрунзе“ (после Киргизки технически университет) са основани през 1963 г. в Каракул и през 1990 г. в Таш Кумир. Инженерно-техническият факултет е основан през 1981 г. в Кочкор-Ата. Електромеханичният технически факултет е основан през 1965 г. в Майлуу-Суу. Джалалабадският държавен университет „Бекмамат Осмонов“ е открит след обединяването на тези институции на 2 април 1993 г. от тогавашния президент на Киргизстан Аскар Акаев.

## Структура
Университетът се състои от:
Институти
- Институт за непрекъснато обучение
- Институт „Конфуций“
- Изследователски институт

Факултети
- Педагогическият факултет „Е. Уметова“
- Филологически факултет
- Факултет по медицина
- Стопанско-правен факултет
- Природотехнически факултет
- Таш-Кумирски инженерно-педагогически факултет

В Джалалабадския държавен университет следват приблизително 10 000 студенти и има повече от 700 преподаватели, включително около 100 доктори на науките и професори, както и над 200 кандидати на науките и доценти. В него следват около 3000 студенти от страни като Индия, Иран, Израел, Казахстан, Непал, Пакистан, Палестина, Сирия, Турция, Туркменистан, САЩ и Узбекистан. Университетът дава висше образование за специалисти в 54 области и средно професионално образование в 12 области. Медицинският му факултет е оборудван с модерна апаратура и е свързан със съществуващите болници към Министерството на здравеопазването, науката и образованието.

## Ректори
- 1993 – 1996 Улан Нургазиевич Бримкулов
- 1996 – 1999 Турсунбек Бекболотович Бекболотов
- 2000 – 2005 Жамгирбек Бокошович Бокошов
- 2005 – 2008 Абдиумаматкадир Аширалиев
- 2008 – 2010 Ташмамбет Кененсариевич Кенесариев
- 2010 – 2011 Абдиумаматкадир Аширалиев
- 2011 – 2016 Ахунжан Баказович Абдрашев
- 2016 – ? Кенешбек Джумабекович Усенов